# Socio
Socio (del latín socius: compañero, asociado; a menudo usado en francés: partenaire) es la persona que recibe cada una de las partes en un contrato de sociedad. Por medio de ese contrato, cada uno de los socios se comprometen a aportar un capital a una sociedad, normalmente con una finalidad empresarial con la capacidad de tener más capital.
Por extensión, también se llama socio a cada una de las partes que trabajan conjuntamente en desarrollar un negocio empresarial, cualquiera que sea la forma jurídica utilizada. Asimismo, se denomina socio a un miembro de una asociación. En este caso, no existe la finalidad empresarial, dado que la asociación suele tener una finalidad social, cultural, deportiva, u otras.

## Derechos y obligaciones de los socios
La ley da a los socios ciertos derechos en la gestión de la sociedad de la que forman parte, aunque los derechos dependerán de la situación concreta y de la forma societaria elegida.
Existen dos formas antagónicas de participación de los socios:
- Participación paritaria: Todos los socios son iguales y tienen los mismos derechos (un voto por socio). Es el caso de un club o una cooperativa.
- Particiedsdmepación en función de la aportación: El socio que más capital ha aportado tiene más capacidad decisoria. Es el wel caso de una msociedad mercantil.

Enkdnndnd
Entre estas dos opciones caben multitud de formas intermedias.
Dependiendo del tipo de sociedad, el ejercicio de derechos de voto se lleva a cabo en los órganos participativos como la Junta General de Accionistas

### Estado de socio
Implica para éste (el socio) la asunción de una determinada actuación ante la sociedad que integra, sus órganos y frente a sus consocios, pues una vez que ha accedido a ese carácter por su intervención en el acto constitutivo de la entidad o por su incorporación voluntaria posterior, el socio se convierte en titular de una serie de derechos y obligaciones previstas en la Ley para poder lograr el desarrollo y cumplimiento del fin societario.
En alguna legislación, en las sociedades de personas e incluso en la S.R.L., el incumplimiento grave de sus obligaciones puede acarrearle al socio la exclusión de la entidad. No ocurre lo mismo en la S.A. que privilegia al capital aportado sobre la persona de su aportante, pudiendo variar de acuerdo a la legislación de cada país.

#### Cómo se adquiere el estado de socio
1. Adquisición originaria: intervención en el acto constitutivo.
2. Adquisición derivada:

- Incorporación voluntaria posterior a una sociedad ya existente (acto entre vivos).
- Por herencia o legado (mortis causa).
- Transmisión.

## Tipos de socios
Según el límite de su responsabilidad frente a las deudas de la sociedad los socios pueden ser:
- Socios con responsabilidad limitada: En una sociedad anónima o una sociedad de responsabilidad limitada, la ley limita la responsabilidad de los socios a la cuantía de capital que se han obligado a aportar a la sociedad. Más allá de esa cantidad, si la empresa entrase en situación de concurso de acreedores no cabría reclamarles nada.
- Socios con responsabilidad ilimitada: Responden de las deudas de la sociedad con todo su patrimonio presente y futuro.

Según el tipo de persona, los socios pueden ser:
- Socios personas físicas: personas humanas que son "dueñas" o tienen parte o acciones de una sociedad.
- Socios personas jurídicas: es decir una sociedad o asociación puede ser "dueña" de otra sociedad.

### Otras clasificaciones
En lagunas legislaciones pueden permitirse y en otras prohibirse, o autorizarse solo para algún tipo societario.

#### Socio aparente
Es aquel que sin ser realmente socio, presta su nombre para figurar como tal en el contrato social. También se lo conoce como “testaferro” o “prestanombre”
La situación del socio aparente es:
- Frente a los verdaderos socios: no podrá invocar su condición de socio, ya que estos conocen que en realidad no integra la sociedad, pero podrá exigirles el reembolso de lo que pagare en su gestión.
- Frente a terceros que contratan con la sociedad: es considerado como un socio y deberá responder por las obligaciones sociales como si realmente lo fuese.

#### Socio oculto
Es aquel que realmente hizo el aporte, el verdadero socio, que utiliza al prestanombre para que figure como socio en su lugar ocultando su condición frente a terceros. Su responsabilidad será solidaria, ilimitada y subsidiaria por las obligaciones de la sociedad. Por ej. en algunas legislaciones un funcionario público que no puede formar parte de una sociedad.

#### Socio de otro socio
Uno de los socios de la sociedad le da una parte de su participación a otra persona y son socios entre ellos. Este tercero no es socio ni de la sociedad, ni de los demás socios ni va a figurar como socio frente a terceros. Además no va a responder por las deudas que tenga la sociedad. Es una relación interna, no trasciende.
Las relaciones entre el socio y el tercero se regirán por las normas del contrato asociativo, pudiendo variar de acuerdo a la legislación de cada país. 